# Saskia van Uylenburgh
Saskia van Uylenburgh (Saakje en frisi), (Ljouwert, 2 d'agost de 1612 - Amsterdam, 14 de juny de 1642) fou una model neerlandesa, qui fou dona i model del pintor Rembrandt van Rijn.

## Vida
Nascuda a Ljouwert, Saskia era la filla petita de Rombertus van Uylenburgh, un advocat que fou alcalde i fundador de la Universitat de Franeker. Saskia esdevingué orfe als dotze anys per la mort de la seva mare Sjoukje Ozinga després de la mort del seu pare cinc anys abans.
Saskia va viure amb la seva germana Antje i el seu marit Johannes Maccovius a Franeker fins que aquesta va morir i a partir de llavors a Het Bildt amb la seva altra germana Hiskje i el seu cunyat Gerard van Loo, advocat i secretari de la ciutat. Saskia va conèixer Rembrandt a través del seu cosí Hendrick van Uylenburgh, pintor i marxant d'art, que es va treslladar a Amsterdam el 1625 després de viure un temps a Cracòvia. La parella es va casar a Het Bildt el 22 de juny de 1634.
Rembrandt va ensenyar als seus deixebles a la seva acadèmia a partir de 1635, i entre ells van destacar Govert Flinck, Gerbrandt van den Eeckhout i Ferdinand Bol. A partir de la seva obra, Rembrandt va obtenir importants guanys i el 1639 la família es va treslladar a una casa notable a la Jodenbreestraat, al costat de la galeria de Hendrick van Uylenburgh al barri jueu, que ara és la Casa Museu Rembrandt.
Tres dels seus fills van morir poc després de néixer, i el quart, Titus va sobreviure a la mort de la seva mare, el 1642 de tuberculosi.